# Bosteri unterm Rad
Bosteri unterm Rad ist ein deutscher Dokumentarfilm, der sich mit den Lebensbedingungen im kirgisischen Dorf Bosteri beschäftigt. Der Film des Regisseurs Levin Hübner wurde als Projekt der Internationalen Filmschule Köln produziert. 

## Thema
In dem 24-minütigen Dokumentarfilm werden die einfachen Lebensverhältnisse in der kirgisischen Steppe thematisiert. Dabei werden beispielhaft Bewohner der kirgisischen Ortschaft Bosteri und ihre Lebensweise vorgestellt. Das Dorf Bosteri liegt am Nordufer des Yssykköl-Sees, eines der größten Gebirgsseen der Welt, und ist wirtschaftlich auf den sommerlichen Tourismus angewiesen. Der Dokumentarfilm wurde abseits der zweimonatigen Hauptsaison gedreht und zeigt das menschenleere und scheinbar aus der Zeit gefallene Dorf und die wenigen Bewohner, die abseits der Hauptsaison das Dorf bevölkern. Als Kulisse und Namensgeber des Films dient der kleine Vergnügungspark Bosteris mit einem Riesenrad, das nur in der Hauptsaison in Betrieb ist und in den restlichen zehn Monaten des Jahres stillsteht.

## Auszeichnungen und Festivals
Bosteri unterm Rad wurde auf zahlreichen Festivals gezeigt, darunter:
- Zweiter Preis Konstanzer kurz.film.spiele
- 28. Stuttgarter Filmwinter 2015
- 18th International Student Film Festival 2014
- 33rd Uppsala International Short Film Festival 2014
- 11. Filmfest Eberswalde 2014
- Internationale Filmfestspiele Berlin 2014 (Kategorie Perspektive Deutsches Kino)[4][5]